# Euplectrus narariae
Euplectrus narariae är en stekelart som först beskrevs av Chandy Kurian 1954.  Euplectrus narariae ingår i släktet Euplectrus och familjen finglanssteklar. Inga underarter finns listade i Catalogue of Life.